# 図形間隔
図形間隔（ずけいかんかく、英: figure space, numeric space）とは単一の数字と同一の印字間隔を占める植字単位である。
その幅はフォントによって異なるが、数字と同じ幅を持つ。そのため、改行後の位置揃えを目的として使用するのに適している。

## 規格
Unicode 及び HTML では U+2007   figure space (HTML: &#8199;) に割り当てられている。また、HTMLでの文字実体参照は &numsp;である。
Baudot code にも同様の文字が存在し、電信用符号化文字の第23字に割り当てられていた。